# Orientação

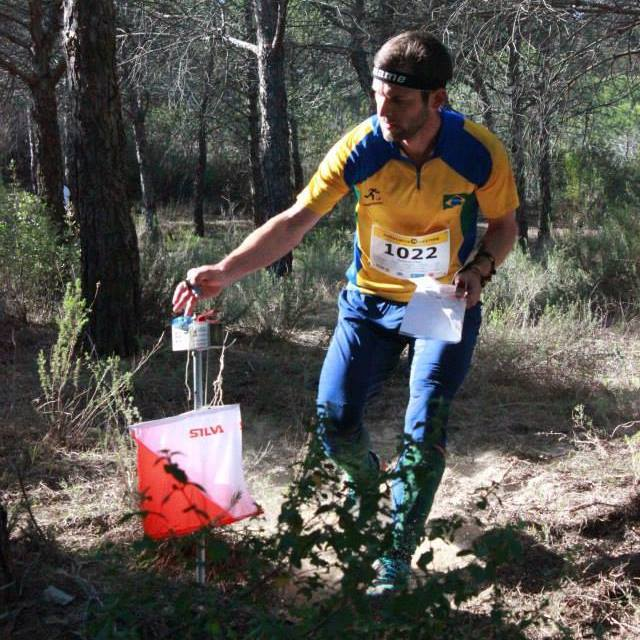
Atleta em uma prova de Orientação.

Orientação é um desporto reconhecido pelo Comitê Olímpico Internacional (COI) onde o atleta, de forma individual, tem como objetivo percorrer uma determinada distância em terreno variado e desconhecido, tendo como obrigação a passar por determinados pontos selecionados no terreno chamados de Pontos de Controle (PC) e descritos num mapa distribuído a cada concorrente.
É utilizado o uso de uma bússola, sendo proibido o uso de equipamentos eletrônicos de GPS.
Os tempos gastos para percorrer o trajeto são em função das capacidades físicas dos participantes, do treinamento de leitura de mapas e da rapidez para se orientar utilizando técnicas estabelecidas, assim como, das suas capacidades de adaptação ao terreno e da escolha correta dos itinerários.
Os percursos são de uma extrema variedade e as características do terreno podem ser diversas: areia, florestas mais ou menos densas, relevos mais ou menos acidentados, etc. O grau de dificuldade é estabelecido de acordo com a categoria dos atletas e conforme a sua idade (geralmente entre 10 e 75 anos).
No Brasil o atleta que pratica o esporte de Orientação é chamado de Orientista, para evitar confusão com a profissão de orientador, em outros países esta distinção é encontrada pelo nome Orienteering.
A Confederação Brasileira de Orientação (CBO) é o órgão que regula a prática deste desporto no Brasil, assim como a Federação Portuguesa de Orientação (FPO) em Portugal. 

## Disciplinas da orientação
Há diversas formas de competir, a mais comum é a Orientação pedestre tradicional em florestas.
O esporte possui modalidades oficiais e não-oficiais. As oficiais são as modalidades organizadas pela federação internacional, como a Orientação de velocidade, chamada de sprint, realizada dentro de cidades e parques, as competições de Orientação de bicicleta (MTB-O), as em esqui chamadas de SKI-O, as de precisão, Trail-O, destinada a pessoas com dificuldades, além da Orientação como disciplina escola, praticada principalmente na aulas de Educação Física como forma de trabalhar diversas outras disciplinas como geografia, história, matemática etc, dentro da atividade física. A primeira cidade Brasileira a adotar a Orientação como disciplina pedagógica na grade escolar foi a cidade de Santa Maria no Rio Grande do Sul.

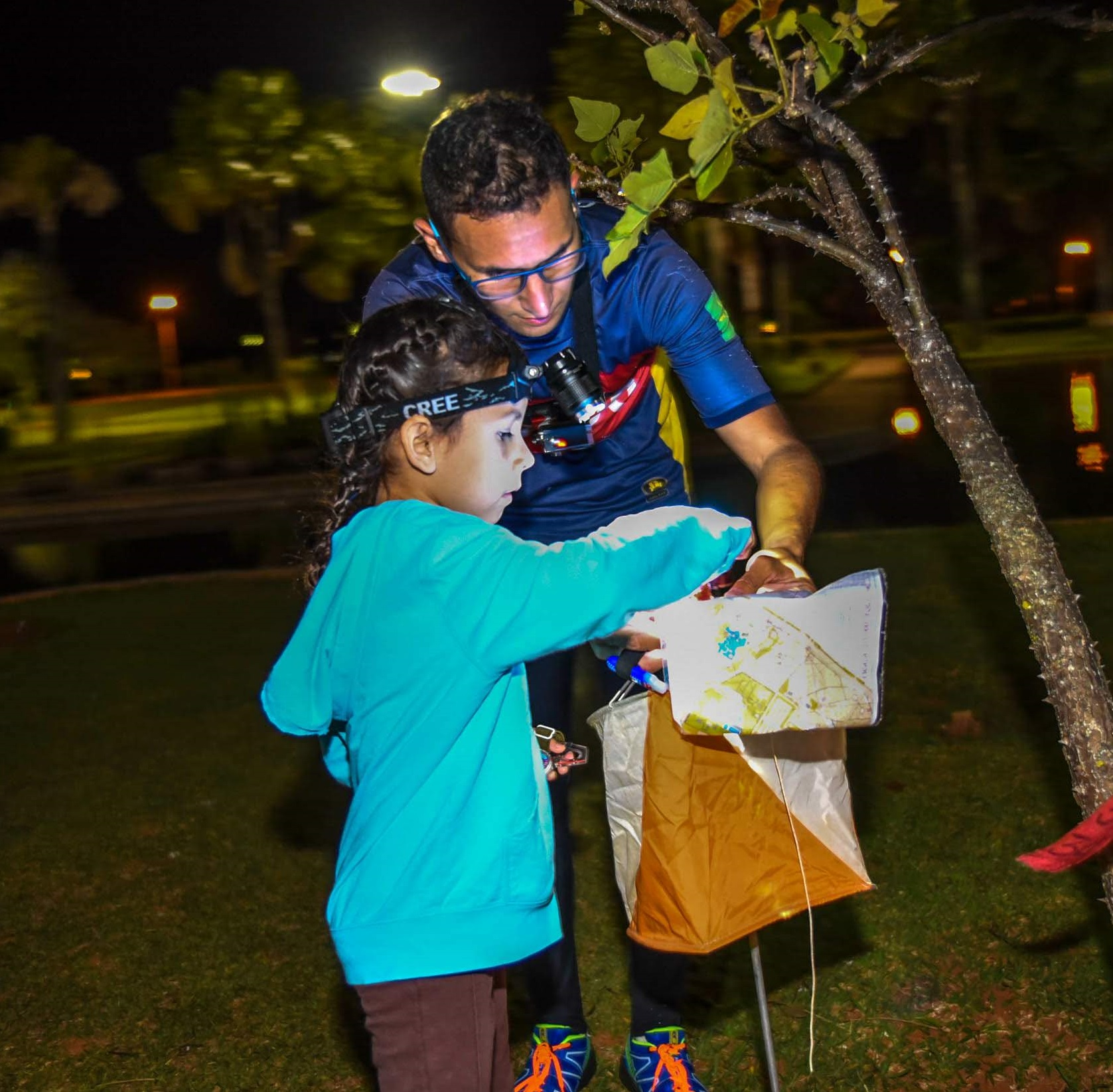
Ensinando Orientação a crianças

Como modalidades não-oficiais, das quais não são geridas diretamente pela Federação Internacional de Orientação (IOF) podemos encontrar a corrida de aventura que utiliza os princípios da orientação pedestre e em bicicleta aliados a outras modalidades.    
Em alguns países, também são organizadas provas de orientação a cavalo, em canoa, e com rádio, amateur radio direction finding (ARDF).
Existem provas individuais ou de revezamento.

## Percurso de orientação
Como proposta de ação competitiva ou de lazer é escolhido um itinerário havendo, além de uma partida e de uma chegada (que podem ser ou não coincidentes), outros locais obrigatórios de passagem, sinalizados com uma baliza prismática de cor laranja e branca.

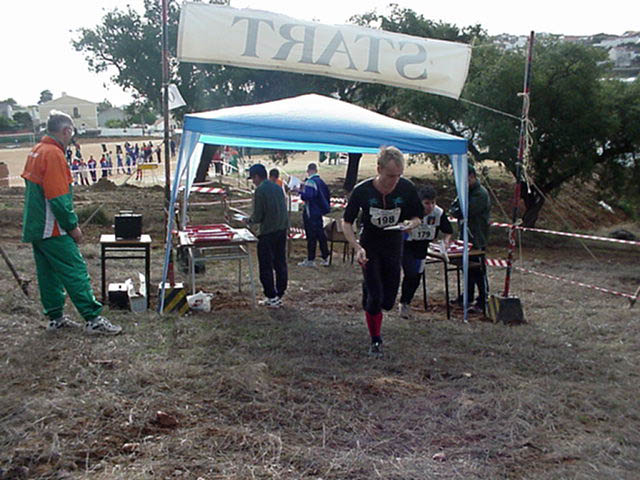
Partida para uma prova de orientação.

Na partida, cada concorrente recebe um mapa contendo a identificação do percurso. Os postos de controle são desenhados na carta com círculos numerados e unidos por segmentos de reta entre cada posto de controle.

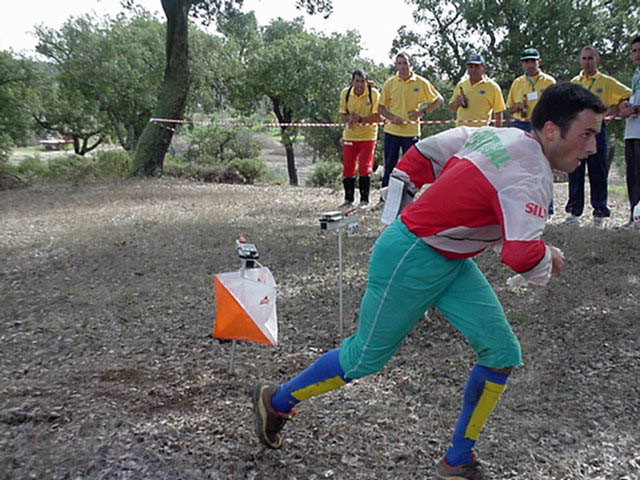
Atleta depois de marcar o seu cartão de controle.

O concorrente é livre para escolher o seu próprio itinerário e obrigatoriamente deve visitar esses postos de controle pela ordem correta que se encontra expressa no mapa distribuído.
Para provar que um ponto de controle foi visitado, o Orientista transporta consigo um sistema electrónico (SICard) que utiliza para controlar numa estação existente no ponto de controlo, ou um cartão de controle que obrigatoriamente tem que transportar, por intermédio de um agrafador ou alicate próprio do esporte chamado de picote que se encontra junto de cada baliza. Cada alicate tem um padrão de perfuração diferente e correspondente a cada um dos postos de controle. 

## Mapas

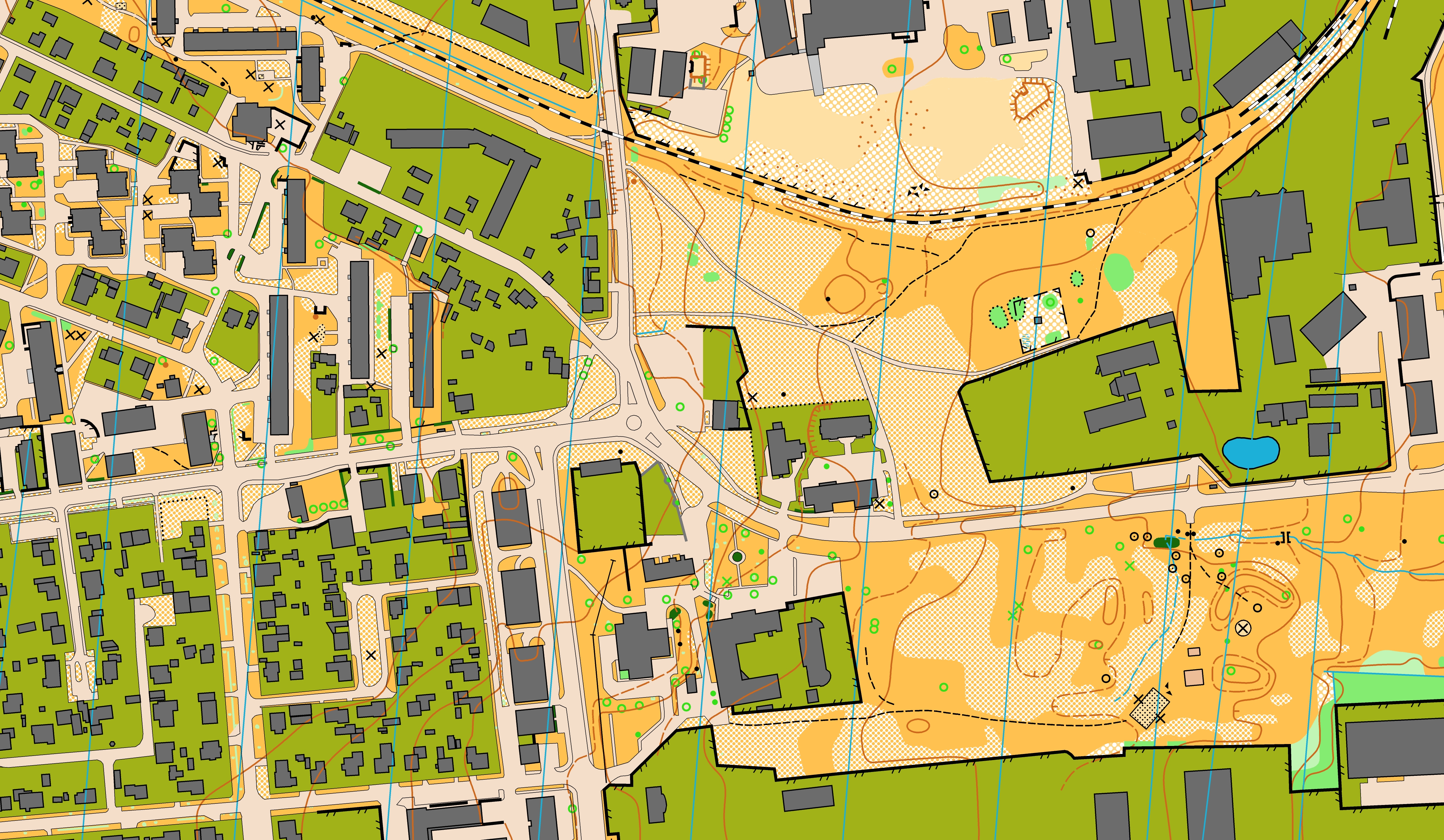
Exemplo de um mapa de orientação

O mapa para orientação é uma carta topográfica detalhada, contendo o necessário para a competição.
Deve de obedecer a determinados requisitos como:
- representar com a maior fidelidade possível as condições do terreno na época da competição;

- ser completo e detalhado;

- ser isentas de qualquer indicação que não sirva a finalidade;

- ser claro e fáceis de ler mesmo à noite;

- ter no seu todo uma precisão que permita usar bem os instrumentos de navegação (Bússola e escalas);

- ser resistente ao tempo e ao manuseio durante a competição.

Hoje em dia, os mapas mais comuns que se utilizam estão na escala de 1/10 000, utilizando cinco cores representando os diferentes acidentes do terreno.

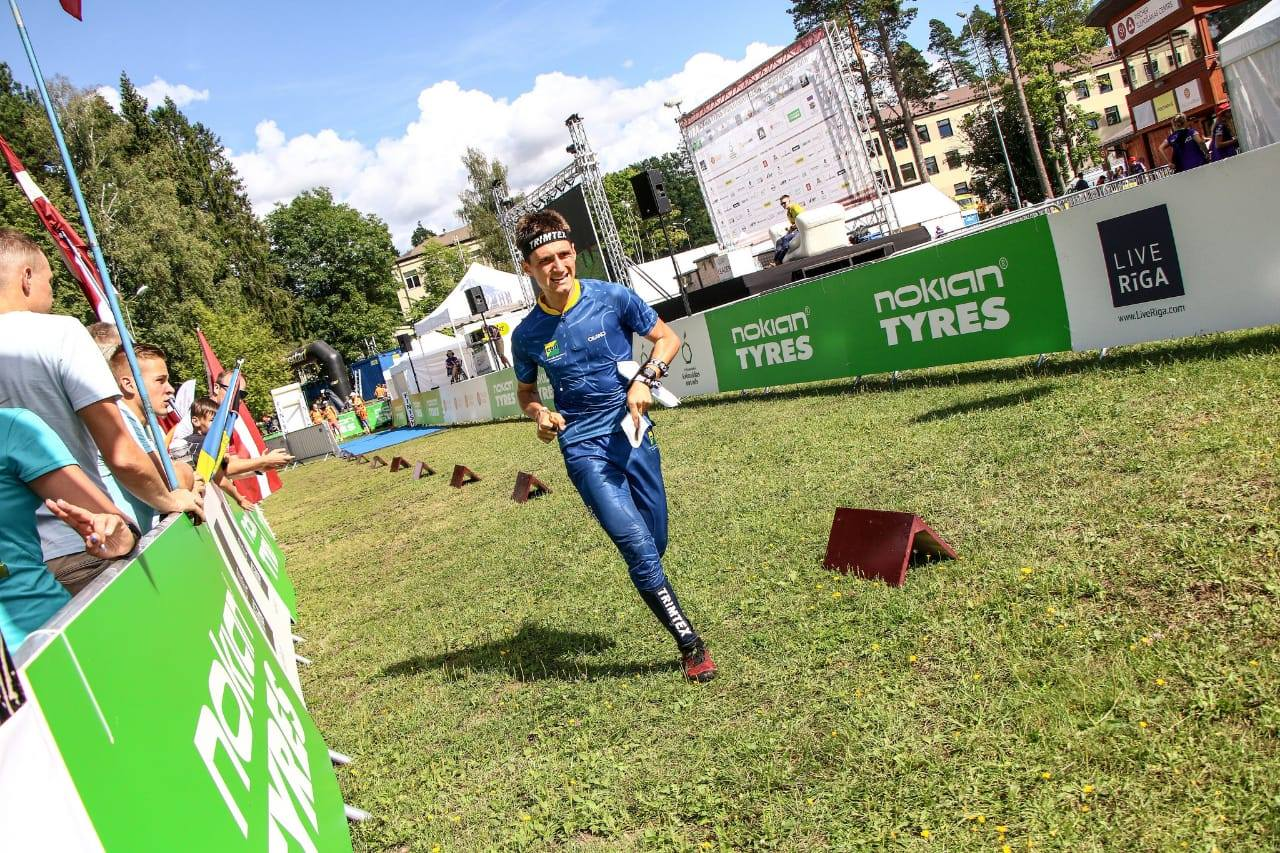
Atleta em competição Internacional

## Categorias
Os praticantes são divididos em categorias, segundo o sexo, idade e nível técnico, de acordo com a dimensão do evento, não havendo limite de idade. As categorias são as seguintes: Infantil (até 12 anos), Juvenil (de 13 a 16 anos), Junior (de 17 a 20 anos), Adulto (qualquer idade), Master (de 35 a 44 anos), Sênior (de 45 a 54 anos), Veteranos (de 55 a 64 anos) e VIP “Very Important Person” (acima de 64 anos). Para os graus de dificuldades são: N - Novato, B - Nível difícil, A - Muito difícil e E - Elite. 

## História
A orientação (em sueco: orientering)  começou na Suécia por volta de 1918.
Conta-se que um corredor de fundo, matemático, considerando que o tempo gasto a praticar a atividade era um tempo perdido para a mente, resolveu começar a solucionar problemas de matemática enquanto corria. Talvez, este corredor, tenha sido a génese das corridas de orientação.
A necessidade de ocupar a mente enquanto se realizam atividades físicas talvez tenha sido responsável pela grande aceitação deste desporto, que alia a atividade física a uma atividade mental intensa.
O sueco Major Killander é considerado o “pai da orientação”. Em 1918, observando a queda dos concorrentes a corridas através do campo, decidiu usar a natureza para motivar a participação nessas competições.
Em 1922, realizou-se o primeiro campeonato distrital na Suécia e em 1937, o primeiro campeonato nacional desse mesmo País. 
Os governantes suecos apercebendo-se da utilidade deste desporto, oficializaram para que esta atividade fosse introduzida nos currículos escolares em 1942. Ainda hoje, a orientação é um dos desportos mais praticados na Suécia e nos restantes países nórdicos.
Em 1961, foi fundada a Federação Internacional de Orientação durante um encontro em Copenhaga. 
No ano seguinte, foi realizado o primeiro Campeonato Europeu de Orientação que foi vencido pelo atleta norueguês Magne Lysfad e na parte feminina, pela atleta sueca, Ulla Lindkvist.
Em 1965, o Conselho Internacional do Desporto Militar (em francês:  Conseil international du sport militaire — CISM) organizou o primeiro Campeonato de Orientação Militar.

### Brasil
Em 1970, alguns militares foram a Europa observar as competições de orientação do Conselho Internacional do Desporto Militar.
Em 1971, o Coronel Tolentino Paz, pioneiro na orientação, organizou as primeiras competições militares no Brasil.
Em 1974, o desporto orientação foi incluído no currículo da Escola de Educação Física do Exército, EsEFEx, sendo uma disciplina obrigatória. Sua inclusão ocorreu por meio do Ministério de Educação e Cultura, MEC. Nesta Escola, neste mesmo ano, é editada a primeira publicação técnica brasileira sobre o esporte orientação.
A partir de 1983 alguns mapeadores nórdicos, auxiliaram na elaboração de mapas de orientação. Destacamos o apoio de Peo Bengtsson (sueco) por meio da  World Wide Orienteering Promotion (WWOP)
Em 1983 foi realizado em Curitiba, PR, o XVII Campeonato Mundial Militar de Orientação, sob a organização da Comissão Desportiva Militar do Brasil - CDMB, tendo como Diretor Técnico o Major da Aeronáutica Euro Brasílico Vieira Magalhães, com o apoio do Major finlandês Ilpo Laiho, o que contribuiu para o desenvolvimento do desporto entre os militares e civis brasileiros, tendo em vista que foi realizado um estágio para professores de todo o Brasil e América do Sul, como parte do programa do evento.
Em 1984 a Diretoria de Serviço Geográfico do Exército Brasileiro (DSG), com intuito de divulgar ainda mais a competição de orientação, às outras organizações civis e militares, determinou que todas suas DL promovessem competições em suas áreas de atuação. Cumprindo determinação da Diretoria de Serviço Geográfico, a 1ª Divisão de Levantamento organizou e realizou, no dia 22 de Agosto de 1984, no Parque Saint-Hilaire, Viamão – RS, uma competição de orientação, integrando eventos comemorativos da Semana do Exército na Guarnição de Porto Alegre. A competição contou com a participação de 14 entidades Civis e Militares, com a presença de 99 competidores, sendo 22 civis, 4 da Brigada Militar, 8 da Aeronáutica e 65 do Exército. (Revista “O Carteano” Ano 1984 – órgão Oficial da 1ª DL).
Em 1986 e 1987, o professor de Educação Física Leduc Fauth, acompanhado dos suecos Ulf Levin e Göran Öhlund, realizou uma campanha de divulgação do esporte em todo o Brasil realizando atividades de Porto Alegre a Manaus.
Em 1991, o Brasil participou em Boräs, Suécia, do 24º Campeonato Mundial Militar de Orientação. Alguns integrantes da equipe brasileira visitaram clubes e participaram das competições e ao retornarem organizaram competições abertas ao público civil e fundaram o COSM – Clube de Orientação de Santa Maria, em 1991. O COSM iniciou um trabalho de desenvolvimento do desporto na cidade de Santa Maria, iniciando assim um movimento de expansão por todo o Estado do Rio Grande do Sul e apoiando a fundação de outros clubes.
Também em 1991, foi fundado em Porto Alegre o Orienteer — Clube de Orientação, com registro nos órgãos oficiais em 1992. O Orienteer — Clube de Orientação organizou a I Competição Civil de Orientação de Porto Alegre em 1992, que foi amplamente divulgada nos meios de comunicação, principalmente televisiva
Em 2 de maio de 1992, na cidade de Santa Maria - RS foi realizada a primeira competição oficial de orientação organizada por um clube de Orientação brasileiro: o I Campeonato Gaúcho de Orientação, que contou com a participação de 275 atletas. A referida competição foi organizada pelo Clube de Orientação de Santa Maria (COSM).
Em 1994, a WWOP enviou ao Brasil o sueco Arto Rautiainen que colaborou na confecção do mapa de orientação da FEPAGRO – Boca do Monte, conforme as especificações técnicas internacionais para mapas de orientação. Este mapa foi usado em 1995 para a realização do I Campeonato Sul-Americano de Orientação, que contou com a participação de mais de 400 atletas e serviu de estímulo para a realização de competições regionais no Brasil. Com o apoio da WWOP os brasileiros participaram de Cursos da IOF (Federação Internacional de Orientação) o que significou um salto na qualidade das competições no Brasil. O vencedor na categoria “Elite” masculina foi o atleta Newton Venâncio e na categoria “Elite” feminina foi a atleta Carla Maria Clauss Torrezan, ambos atletas brasileiros.
Em 1995, uma equipe brasileira da qual integravam César Valmor Cordeiro, do Orienteer, José Otávio Franco Dornelles e José Arno Giriboni da Silva, do COSM, Jean Carlo Finckler do Tramontana e Paulo Nogueira da RBS/TV, estiveram participando na cidade de Onestad, Suécia, das clinicas de orientação patrocinadas pela – IOF – International Orienteering Federation (Federação Internacional de Orientação) e dos “5 dias de Orientação da Suécia”, evento Oficial da IOF, ocasião em que trouxeram uma cópia do programa OCAD 4, para confecção de mapas de Orientação, que implementou a produção de mapas específicos para o esporte, o maior impedimento de expansão do esporte no Brasil, uma vez que os mapas eram fabricados apenas pelas Divisão de Levantamento do Exército. Houve assim, desde então, um grande aprimoramento na confecção dos mapas e especialização de mapmakers (mapeadores).
Em 13 de janeiro de 1996, estando já organizado o esporte no Rio Grande do Sul, foi fundada a FGO - Federação Gaúcha de Orientação, na cidade de Caxias do Sul-RS, com reunião dos membros dos Clubes Orienteer, COSM, RVCO e Tramontana, sendo eleitos José Otávio Franco Dornelles como Presidente e César Valmor Cordeiro como Vice-presidente. Hoje a FGO conta com 23 clubes de orientação sendo responsável pelo maior evento esportivo de âmbito nacional, o Campeonato Gaúcho de Orientação, realizado em até 9 etapas.
Em 15 de dezembro de 1996, realizou-se em São José dos Campos, estado de São Paulo o primeiro Troféu Brasil de Orientação, que se tornou o precursor e antecessor dos 5 Dias de Orientação do Brasil. Esta competição culminou com uma reunião, com a presença de inúmeras personalidades do esporte, onde foram definidos os primeiros passos para a criação da CBO, Confederação Brasileira de Orientação.
A colaboração do Presidente da Federação Portuguesa de Orientação Higino Esteves, membro do conselho da IOF, foi de fundamental importância para o desenvolvimento da orientação no Brasil a partir de 1998.
Em 1998 o desporto orientação foi incluído nos currículos das escolas municipais de Cachoeira do Sul – RS, e na atualidade encontra-se incluído como disciplina em outras escolas e Universidades.
Após sua fundação a FGO iniciou um trabalho de desenvolvimento e organização do esporte no Brasil e em junho de 1998 organizou o I Campeonato Brasileiro Universitário de Orientação em Santa Maria no Rio Grande do Sul. A Prova contou com a participação de 125 acadêmicos de diversas universidades e faculdades como: AFA, AMAN, Escola Naval, EEAR, FABRA, FNSP, FRASCE, PUC, UFJF, UFMS, UFPEL, UFRJ, UFRGS, UFSC de São Miguel do Oeste, UFSC de Florianópolis, ULBRA, UNIJUÍ, UNISC, URI E URCAMP. 
Em 7 de julho de 1998, em Sintra, Portugal, por meio da Federação Gaúcha de Orientação e da Associação Floresta de Orientação, DF, o Brasil passou a ser membro da Copa dos Países Latinos, juntamente com Portugal, Espanha, Itália, França, Bélgica e Romênia.
Em 11 de janeiro de 1999 na cidade de Guarapuava, PR, com a presença de Higino Esteves, membro do conselho da IOF, foi fundada a Confederação Brasileira de Orientação – CBO em assembleia Geral presidida pelo SR César Valmor Cordeiro, então presidente da FGO, sendo eleito como primeiro presidente o Sr José Otavio Franco Dornelles, a qual passou a administrar o desporto orientação no Brasil.
Em 24 de abril de 1999 o COLB de Guarapuava, PR, organizou a primeira prova Oficial da CBO (I Etapa do Campeonato Brasileiro de Orientação)
Na reunião do Conselho da Federação Internacional de Orientação (IOF) realizada de 2 a 7 de agosto de 1999 na cidade de Inverness, Escócia, UK, o Brasil foi aprovado como Membro de Pleno Direito da IOF.
Em 26 de setembro de 1999 o Brasil participou da Taça do Mercosul com uma equipe de 83 atletas de ambos os sexos, de 10 a 56 anos.
De 09 a 10 de outubro de 1999 o Brasil participou da Copa dos Países Latinos realizada em Santiago de Compostela, Espanha, com uma equipe de seis atletas.
Em 20 de Dezembro de 2000, a Assembleia Geral do Comitê Olímpico Brasileiro concedeu vinculação a Confederação Brasileira de Orientação junto ao COB.

### Orientação em Portugal
Pelos responsáveis militares foi compreendido a importância que a orientação e as suas técnicas tinham no treino das Forças Armadas. 
Em 1973, realizou-se o primeiro campeonato das Forças Armadas em Mafra destacando-se na sua participação as forças especiais do Exército e da Força Aérea (paraquedistas).
Nos primeiros tempos esta modalidade desportiva apenas foi praticada por elementos militares.
Em 1987, com a criação da Associação Portuguesa de Orientação (APORT), começou-se a procurar promover a orientação no meio civil e a produzir os primeiros mapas destinados à prática desta modalidade. Até aí, os mapas utilizados eram os militares na escala de 1/25 000.
Em 1990, foi fundada a Federação Portuguesa de Orientação e Portugal passou a ser membro efectivo da Federação Internacional de Orientação (IOF).
Em 1995 realizou-se a 1ª participação portuguesa numa Taça do Mundo de Orientação Pedestre.
Em 1996 realizou-se a primeira edição do Portugal "O" Meeting - POM em mafra, este evento conta com a participação anual da elite mundial e atingiu as 2200 inscrições em 2015. 
Em 2002 realizou-se a 1ª participação da seleção portuguesa num Campeonato do Mundo de Orientação em BTT.
Em 2007 conquistou-se o primeiro título de campeão da Europa de Jovens de Orientação Pedestre.